# Albert Dupont-Willemin
Albert Dupont-Willemin, né le 27 mai 1903 à Genève et mort le 3 mai 1977 à Londres, est un magistrat et homme politique suisse, membre du Parti socialiste suisse,.

## Biographie
Albert Dupont-Willemin devient avocat en 1926 après des études de droit à l'Université de Genève. 
Il est membre du Conseil municipal (législatif) de la ville de Genève de 1935 à 1939. En 1930, il entre au Grand Conseil, dont il est alors le benjamin. Il en est vice-président de 1935 à 1939. Après avoir été mis en demeure de renoncer à son mandat au Grand Conseil par les autorités fédérales au motif qu'il est membre du corps diplomatique, il termine sa carrière de député en 1957,. Durant ses mandats au parlement cantonal genevois, il promeut notamment la démocratisation des études et l'éligibilité des fonctionnaires,. Il milite également en faveur du suffrage féminin au côté de son épouse Elena Dupont-Willemin et surtout d'Emma Kammacher,,. 
Il est membre à partir de 1970 de la Cour de cassation du canton de Genève. Il en devient le président en 1976,.

### Fusillade du 9 novembre 1932 à Genève
En 1932, peu après la fusion des communes de Plainpalais et de Genève (1931), les socialistes genevois protestent contre le projet de l'Union nationale d'organiser une mise en accusation des dirigeants socialistes, Léon Nicole et Jacques Dicker,. Le parti socialiste genevois appelle à l'organisation d'une manifestation antifasciste. Le Conseil d'État genevois craignant une émeute demande le soutien de la Confédération. Le 9 novembre 1932 à 21h34, trois sections d'une compagnie d'École de recrues, appelées en renfort de la police genevoise, se sentant acculées devant l'ancien Palais des expositions (Uni Mail), ouvrent le feu sur la foule faisant 13 morts et 70 blessés,,.
La fusillade du 9 novembre 1932 à Genève a un retentissement mondial du fait de la présence de la Société des Nations. La droite suisse tentera d'accréditer la thèse d'un complot révolutionnaire, afin de justifier les tirs. Le Parti socialiste suisse hostile à Léon Nicole refuse de soutenir une grève générale.
Deux procès distincts sont organisés pour déterminer les responsabilités des militaires d'une part et celles des émeutiers présumés d'autre part. L'instruction du procès militaire débute dès le lendemain de la fusillade. On recherche des témoins par voie de presse,. 
Les manifestants sont jugés par un tribunal constitué de trois juges fédéraux assistés d'un jury (cour d'assises). À l'époque, en matière pénale, le Tribunal fédéral juge des délits commis à l'encontre de la Confédération et de certaines autres infractions de nature politique (haute trahison, appel à la révolte, actes de violence à l'encontre des autorités fédérales et notamment des crimes et des délits politiques qui sont la cause ou la suite de troubles par lesquels une intervention fédérale armée est occasionnée),. Le 10 novembre 1932, Léon Nicole est arrêté. Albert Dupont-Willemin est brièvement l'avocat de Léon Nicole, avant d'être lui-même arrêté le 7 décembre 1932 et inculpé avec son client et seize manifestants de gauche,,,,.
Albert Dupont-Willemin et dix autres accusés seront acquittés en 1933,. Au cours du procès devant les Assises fédérales qui se tiennent en mai-juin 1933 à la salle centrale de la Madeleine, son beau-père, Jacques Louis Willemin (1863-1941), ancien maire de Plainpalais (1910-1922), député jeune radical au Grand-Conseil (1907-1923) et conseiller national (1911-1917 et 1920-1922) apparaît également comme avocat de la défense,,.

### Guerre d'Espagne
Peu après le début de la guerre civile espagnole, le 15 septembre 1936, l'Association des amis de l'Espagne républicaine est fondée à Genève. Il s'agit d'une organisation d'entre-aide antifasciste, dont Albert Dupont-Willemin est le vice-président. Le comité central de l'association compte parmi ses membres : André Oltramare,  président, Jeanne Hersch, secrétaire et Raymond Borsa, Trésorier.
Elena Dupont-Willemin accompagne dans sa tournée de conférences en Suisse Sophia Blasco, une journaliste espagnole, auteur de Peuple d'Espagne. Journal de guerre de la "Madrecita",.  Sophia Blasco donne entre 1936 et 1938 une série de conférences en France et en Suisse. Elle y apparaît en tant qu'invitée de la section locale du Comité mondial des femmes contre la guerre et le fascisme. Entre avril et juin 1938, 4 000 personnes assistent à ses conférences et les donations s'élèvent à 80 000 francs français en faveur de la République espagnole.

### Scission du Parti socialiste à Genève
En 1939, lors de la scission du Parti socialiste à Genève, en raison de la mésentente concernant le Pacte germano-soviétique, Albert Dupont-Willemin quitte le Parti socialiste genevois de Léon Nicole pour fonder avec André Oltramare le Parti socialiste de Genève, affilié au Parti socialiste suisse qui réprouve le traité de non-agression entre le Troisième Reich et l'Union des républiques socialistes soviétiques. En conséquence, Albert Dupont-Willemin renonce à ses mandats au Conseil municipal de la ville de Genève et au Grand Conseil où il sera remplacé par Charles Morier du Parti socialiste genevois,,,,,.
Albert Dupont-Willemin est réélu au Grand Conseil en 1942 et deviendra président du parti issu de l'aile sociale-démocrate du Parti socialiste genevois, le Parti socialiste de Genève qui reprend, en 1941, le nom de Parti socialiste genevois,,,. En 1943, Albert Dupont-Willemin soumet au Grand Conseil du canton de Genève un arrêté législatif demandant au Conseil d'État genevois d'intervenir auprès du Conseil fédéral pour lever l'interdiction de la Fédération socialiste  suisse présidée par Léon Nicole et dissoute en 1941.

### Étude d'avocat
Albert Dupont-Willemin remplace Jacques Louis Willemin comme consul honoraire du Guatemala à Genève avec juridiction sur les cantons de Fribourg, Vaud, Valais, Neuchâtel et Genève,. Il reprend, en effet, l'étude d'avocat que son beau-père avait fondée en 1890,. De 1957 à 1958, il est Bâtonnier de l'Ordre des avocats de Genève,.
Aux côtés de Raymond Nicolet et René Floriot, il défend Pierre Jaccoud, dont il plaide l'acquittement,,,. En 1963, lorsque Pierre Jaccoud dépose une demande de libération conditionnelle, il se récuse conformément aux usages de la magistrature au sein de la Commission de libération conditionnelle qui doit examiner la requête. 
En 1948, il est désigné comme conseiller juridique de la Fédération des Institutions internationales à Genève. Il s'agit d'une fédération d'institutions semi-officielles et privées qui compte 34 membres. La réunion de cette fédération à Genève revêt alors une grande importance en raison du choix récent de Genève comme centre de l'Organisation des Nations unies pour le continent européen.

### Conseils d'administration et associations
Albert Dupont-Willemin est membre du conseil d'administration et du conseil de direction des Services Industriels de Genève, dont il deviendra vice-président, ainsi qu'administrateur de la Société anonyme Énergie Ouest Suisse (EOS).
Il est membre (1938), puis vice-président (1973) du conseil d'administration de la Comédie de Genève, fondée sur le territoire de l'ancienne commune de Plainpalais.
En 1957, il est membre fondateur du Groupement en faveur des musées, une association qui se propose de soutenir les autorités cantonales et municipales dans leur effort en faveur des musées, archives et bibliothèques, en réunissant en un seul mouvement les compétences et les bonnes volontés de tous ceux qui ont à cœur le développement du patrimoine culturel genevois.
Il appartient à la Société suisse des Américanistes.
Il est vice-président de l'Association Genève-Plage.

### Famille
Albert Dupont(-Willemin) épouse Elena Willemin. À la suite de l'acquittement d'Albert Dupont lors du procès devant les Assises fédérales, ils obtiennent l'autorisation de changer de nom en accolant leurs deux noms conformément à la tradition espagnole. En effet, Elena Willemin est la fille de Jacques Louis Willemin et d'Elena Ibáñez de Ibero. Cette dernière est la fille de Carlos Ibáñez e Ibáñez de Ibero, 1er marquis de Mulhacén, et la demi-sœur de Carlos Ibáñez de Ibero Grandchamp,,. 